# Forstbach (Rhein)

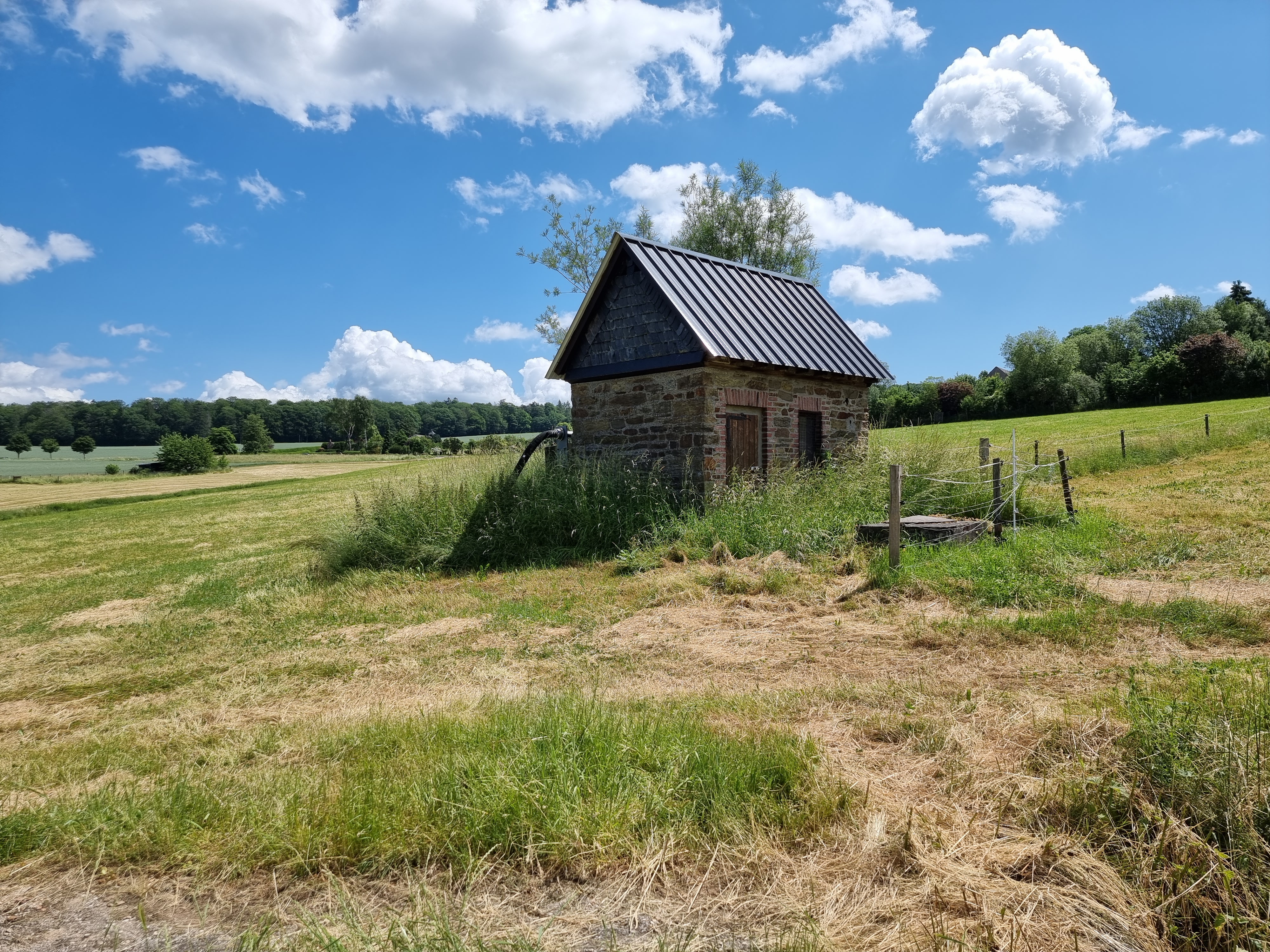
Quelle des Forstbaches mit Brunnenhaus bei Rettershain

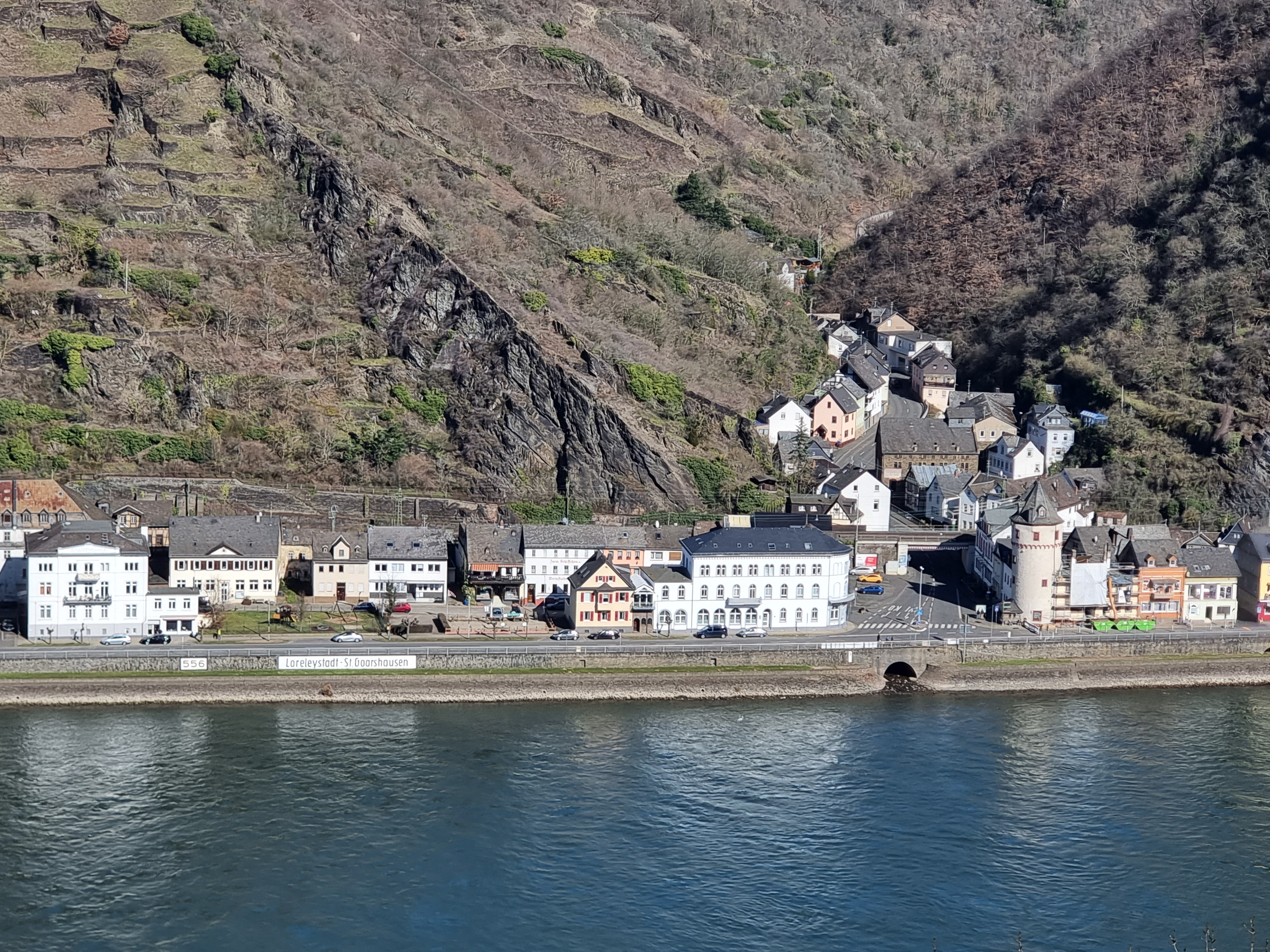
Einmündung des Forstbaches in den Rhein in Sankt Goarshausen, im Hintergrund das enge Forstbachtal

Der Forstbach ist ein etwa 12 km langer, rechter und etwa östlicher Zufluss des Mittelrheins in der Kleinstadt Sankt Goarshausen im Rhein-Lahn-Kreis in Rheinland-Pfalz.

## Geographie

### Verlauf
Von seiner Quelle bei Rettershain fließt der Forstbach durch Wälder und Wiesen auf einer Hochebene östlich des Mittelrheintals, vereint sich mit seinem linken Zufluss, dem Krummebach und durchfließt das Gebiet von Bornich. In seinem Unterlauf verengt sich das Forstbachtal stark und gräbt sich tief zwischen dem Loreley-Plateau und der Höhengemeinde Patersberg durch das sogenannte Schweizer Tal, wo sich der Bach über einen kleinen Wasserfall ergießt. Schließlich fließt er durch Sankt Goarshausen hindurch und mündet unter der Burg Katz und ungefähr bei Rheinkilometer 555,9 in den Rhein.

### Zuflüsse
Hierarchische Liste der Zuflüsse, jeweils von der Quelle zur Mündung.
- Rettershainer Ortsgraben, von rechts und Südosten gleich nach Rettershain, ca. 0,3 km und 0,3 km²
- (Bach vom Hof Heidert), von rechts und Ostnordosten, 0,8 km und 0,9 km²
- Niedergrundbach, von rechts und Norden nach Niederwallmenach-Neukautenmühle, 2,6 km und 6,1 km²
  - Stößbach, von links und Nordosten nach Niederwallmenach, 1,4 km und 3,4 km²
    - Oberwallmenacher Bach, von links und Ostsüdosten vor Niederwallmenach, 1,0 km und 0,9 km²
- Heppenhofmühlgraben, rechter Teilungslauf, 0,6 km und 0,2 km²
- Krummebach, von links und etwa Osten nach Reitzenhain-Heppenhofmühle, 3,0 km und 2,9 km²
  - Ackergraben, von rechts und Nordosten, ca. 0,3 km und 0,2 km²
- Harbach, von links und etwa Osten zwischen der Spießer- und der Gemeindemühle von Bornich, 4,6 km und 6,2 km²
  - (Bach von der Höhe), von links und Ostsüdosten, 1,0 km und 0,5 km²
  - (Bach am Naturdenkmal), von links und Südosten, ca. 0,5 km und 0,8 km²
  - (Graben am Pumpwerk), von links und Südosten, unter 0,2 km und 0,7 km²

### Gemeinden und Orte
Orte am Lauf mit ihren Zugehörigkeiten. Nur die Namen tiefster Schachtelungsstufe bezeichnen Siedlungsanrainer. Von der Quelle zur Mündung
- Ortsgde. Rettershain
  - Rettersheim (Dorf)
- Ortsgde. Niederwallmenach
  - Altkautenmühle (Wohnplatz, links)
- Ortsgde. Reitzenhain
  - Heppenhofmühle (Wohnplatz, rechts)
- Ortsgde. Niederwallmenach (Exklave)
  - (keine Besiedlung)
- Ortsgde. Weisel
  - (keine Besiedlung am Lauf)
- Ortsgde. Bornich
  - Schlagermühle (Wohnplatz, rechts)
  - Spießer-Mühle (Wohnplatz, rechts)
  - Rothe-Mühle (Wohnplatz, links)
  - Gemeindemühle (Wohnplatz, rechts)
- Ortsgde. Reichenberg
  - Immenhof (Wohnplatz, rechts)
  - Napsmühle (Wohnplatz, rechts)
  - Bornsmühle (Wohnplatz, rechts)
- Ortsgde. Patersberg
  - (keine Besiedlung am Lauf)
- Ortsgde. Bornich
  - Göttertsmühle (Wohnplatz, links)
- Stadt Sankt Goarshausen
  - Burgmühle (Wohnplatz, links)
  - Sankt Goarshausen (Hauptort, überwiegend rechts)

## Hochwasser
Aufgrund des starken Gefälles im Unterlauf kommt es immer wieder zu Überschwemmungen in Sankt Goarshausen, besonders dramatisch in der Nacht zum 23. Mai 1971, wo sich nach schwerem Unwetter der Bach zunächst oberhalb der Stadt staute und sich schließlich mit großer Gewalt seinen Weg durch die Straßen der Stadt bahnte und dabei 10 Familien obdachlos machte.

## Nutzung
Früher wurden am Forstbach viele Mahl- und Ölmühlen betrieben – so z. B. die Altkautenmühle, Heppenhofmühle, Schlagermühle, Spiesser Mühle, Rothe Mühle, Napsmühle, Bornsmühle, Göttersmühle und die Burgmühle.
Die Odins Mühle (früher Gemeinde Mühle) wird heute touristisch genutzt und ist Sitz einer Großeselzucht.